# Тухель, Томас
То́мас Ту́хель (нем. Thomas Tuchel, немецкое произношение: [ˈtoːmas ˈtʊxl̩]; род. 29 августа 1973, Крумбах, Бавария) — немецкий футбольный тренер, ранее выступавший как футболист на позиции защитника. Главный тренер сборной Англии.
Родился в Крумбахе, его игровая карьера закончилась в 25 лет из-за хронической травмы коленного хряща, и в 2000 году он начал свою тренерскую карьеру, в течение пяти лет работая в молодёжной команде «Штутгарта». В 2009 году после успешного годичного периода работы в фарм-клубе «Аугсбурга», он был приглашён на работу в клуб Бундеслиги «Майнц 05».
За пять сезонов работы в клубе привёл «Майнц» к стабильности в лиге и заслужил похвалу за свой энергичный, атакующий футбол. Он также приобрёл репутацию специалиста, уделяющего особое внимание развитию молодых игроков. В 2014 году покинул «Майнц» из-за финансовых разногласий, а в 2015 году был назначен в клуб Бундеслиги — дортмундскую «Боруссию», где выиграл Кубок Германии, после чего был уволен в 2017 году.
В 2018 году он был принят на работу во французский клуб «Пари Сен-Жермен», где выиграл два чемпионских титула, включая четыре внутренних французских трофея во втором сезоне, и вывел клуб в первый финал Лиги чемпионов. Однако Тухель был уволен в 2020 году, а в 2021 году был назначен в английский клуб «Челси», где выиграл Лигу чемпионов в своём дебютном сезоне в лондонском клубе. 7 сентября 2022 года «Челси» объявил об увольнении Томаса Тухеля с поста главного тренера.

## Карьера игрока
Томас Тухель является воспитанником футбольного клуба «Крумбах». В 1988 году он отправился в академию «Аугсбурга», однако на профессиональном уровне карьеру начал в другом клубе — «Штутгартер Кикерс». В этой команде он оказался в 1992 году и в итоге не стал в ней игроком стартового состава. Спустя два года перешёл в клуб региональной лиги «Юг» «Ульм 1846», за который сыграл в 69 матчах в лиге. В 1998 году Тухель был вынужден завершить спортивную карьеру из-за хронических проблем с суставами.

## Тренерская карьера
Тухель начал карьеру тренера в 2000 году в качестве главного тренера молодёжной команды «Штутгарта» (до 19 лет). В 2005 году Тухель вернулся в «Аугсбург». Спортивный директор клуба Андреас Реттиг отметил, что восхищение клуба тактической дисциплиной Тухеля привело к назначению его координатором молодёжной команды. Он был принят на работу, несмотря на отсутствие тренерской лицензии УЕФА Про, которую он получил на шести с половиной месячных курсах в Кёльне под руководством Эриха Рутемёллера. Тухель занимал должность координатора в течение трёх лет, а затем перешёл на руководящую работу, когда ему предложили должность тренера первой команды «Аугсбург II» в сезоне 2007/08. В «Аугсбурге II» он тренировал команду, в которую входил Юлиан Нагельсманн, сам травмоопасный защитник, который перешёл в тренерскую карьеру после того, как Тухель поручил ему скаутировать для клуба в 2008 году. Тухель также приобрёл репутацию за свою вспыльчивость по отношению к судьям во время игр, в результате чего часто получал штрафы от Баварского футбольного союза.

### «Майнц 05»
3 августа 2009 года был назначен главным тренером вышедшего в Бундеслигу клуба «Майнц 05», подписав двухлетний контракт и заняв этот пост после руководства молодёжной командой. Тухель был назначен на эту должность после работы в качестве тренера молодёжного состава «Майнца» в течение предыдущих 12 месяцев. По словам руководителя клуба Кристиана Хайделя, перфекционизм немца, доходивший до анализа состояния поля перед игрой с «Олимпиакосом», способствовал его назначению.
Задача поддержания «Майнца» в качестве клуба Бундеслиги была сложной, так как Томас унаследовал команду низкого качества, плохо подготовленную к футболу высшего дивизиона, и ему были выделены ограниченные средства на расходы. Тем не менее, он наслаждался перспективой ведения бизнеса на трансферном рынке и пользовался свободой в приобретении игроков, чтобы создать команду по своему вкусу. Состав команды отразился на тактическом подходе специалиста к клубу, так как, несмотря на наличие технически более слабых игроков, он велел им использовать длинные передачи и сосредоточиться на прессинге, обычно перегружая одну часть поля соперника, чтобы создать меньше пространства для контратакующих возможностей, так как постоянный высокий прессинг создавал шансы, оттесняя или заставляя ошибаться соперника. Это хорошо сработало в его первом сезоне в «Майнце», и, играя по системе 4-3-1-2, Тухель хорошо начал чемпионат, в итоге приведя клуб к достойному завершению на 9-м месте, а также создал команду, в которую вошли перспективные молодые игроки, умеющие играть в атакующий футбол, такие как Адам Салаи и Андре Шюррле.

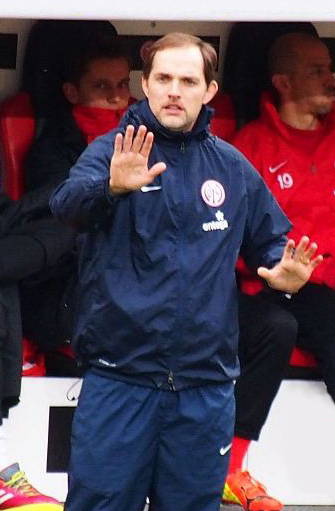
Тухель в «Майнце 05» в 2014 году

В следующем сезоне тренер стремился развить эту философию, арендовав молодого немецкого плеймейкера Льюиса Холтби, а также внушительного австрийского защитника Кристиана Фукса. Оба игрока позволили ему устранить основные недостатки команды в предыдущем сезоне, когда «Майнц» часто был неспособен сломить оборонительно настроенные команды, а также имел ограниченный успех в атаке с левого фланга. Это позволило клубу отлично начать сезон, одержав семь побед в первых семи матчах, включая выездную победу над «Баварией». Это совпало с тем, что Тухель нанял Рене Марича и Мартина Рафельта, основателей блога о тактике Spielverlagerung, для составления отчётов о соперниках «Майнца». В итоге Тухель привёл команду к 5-му месту, а Фукс и Холтби отметились восемью результативными передачами в чемпионате, что позволило клубу подняться на 11 очков и выйти в третий отборочный раунд Лиги Европы 2011/12.
В последующие два сезона «Майнц» не смог справиться с требованиями внутренних и европейских турниров, опустившись на 13-е место, а также потеряв Шюррле и Салаи. Однако Тухель сумел заменить их нападающим Эриком Шупо-Мотингом, а также сменить вратаря, который был проблемной позицией для клуба, назначив Лориса Кариуса. Специалист также много работал с молодым игроком полузащиты Юнусом Маллы, который стал способен играть несколько ролей в полузащите, а также мог действовать в качестве второго нападающего или центрфорварда. Это позволило команде превратиться в более сплочённую и целенаправленную единицу с оборонительной точки зрения, а не в прессинг, как это было раньше, игра теперь постоянно шла через партнёрство Маллы и Шупо-Мотинга. Тренер также смог перевести команду на игру сзади, благодаря способностям Кариуса пасовать и распределять мяч. После успешного завершения сезона Тухель продлил свой контракт с клубом ещё на два сезона.
В своём последнем сезоне в клубе немец стремился расширить динамику команды, надеясь создать более непредсказуемую команду. Он купил японского нападающего Синдзи Окадзаки в пару к Шупо-Мотингу, а также приобрёл защитника Юлиана Баумгартлингера за 1,1 миллиона евро. Баумгартлингер, который теперь стал партнёром Маллы в полузащите, позволил команде сохранить слаженную форму предыдущих сезонов, а также создать основу, на которой команда могла бы больше владеть мячом. Такой подход принёс команде плоды: «Майнц» занял 7-е место и квалифицировался в групповой этап Лиги Европы УЕФА 2014/15. Окадзаки также провёл плодотворный сезон, забив 15 мячей в чемпионате. Несмотря на предложения со стороны «Шальке 04» и леверкузенского «Байера» во второй половине сезона 2013/14, Тухель остался до конца кампании, предполагая, что успешный сезон позволит выделить большие средства для развития команды. Однако после того, как стало очевидно, что эти средства будут ограничены, немец решил покинуть пост наставника, позже заявив: «Я не вижу, как мы сможем заново создать себя следующим летом». «Майнц» сначала отказался расторгать контракт, но в итоге разрешил ему уйти 11 мая 2014 года.
Тухель покинул «Майнц», одержав 72 победы, 46 ничьих и 64 поражения в 182 матчах, с процентом побед 39,56 %.

### «Боруссия» Дортмунд

#### Дебютный сезон и второе место в Бундеслиге (2015—2016)
19 апреля 2015 года стало известно, что Томас Тухель возглавит дортмундскую «Боруссию» вместо Юргена Клоппа после сезона 2014/15. Дортмундцы остановили свой выбор на Тухеле, желая внедрить подобную философию футбола, основанную на прессинге, которая стала визитной карточкой клуба при Клоппе, которого Тухель сменил во второй раз. Вскоре после этого, 19 апреля 2015 года, он официально вступил в должность нового главного тренера клуба, вернувшись в футбол после более чем годичного перерыва в управлении, подписав трёхлетний контракт.
Тухель быстро взялся за возрождение команды, что было проще, так как финансовое положение Дортмунда и возможности игроков контрастировали с положением «Майнца». Он провёл трансферные сделки в начале окна, позволив уйти девяти игрокам, но при этом контролируя приобретение немецких полузащитников Гонсало Кастро и Юлиана Вайгля из леверкузенского «Байера» и мюнхенского «1860» соответственно. Оба стали стержнем системы, которую специалист внедрил в клубе, поскольку он стремился повторить динамичное нападение, продемонстрированное в последнем сезоне его пребывания в «Майнце», где он поощрял более ротационную систему паса. Дебютный матч Тухеля состоялся 15 августа 2015 года в рамках Бундеслиги против мёнхенгладбахской «Боруссии». В этом матче «шмели» одержали домашнюю победу со счётом 4:0. Новички Кастро и Вайгль, которые были адаптированы из полузащитников оборонительного плана в полузащитника бокс-ту-бокс и глубокого плеймейкера соответственно, позволили Тухелю экспериментировать с различными формациями с прочной основой в центре поля. Наряду с использованием прессинга и темпа, команда смогла с относительной лёгкостью переходить от одной системы к другой на протяжении всей кампании, что позволило ей добиться значительного успеха на внутреннем рынке, заняв второе место в Бундеслиге, включая серию из 11 побед подряд в начале сезона. Имея в своём распоряжении искусных атакующих полузащитников Синдзи Кагаву и Генриха Мхитаряна, Тухель смог использовать их творческие способности для открытия пространства между линиями, куда часто врывались нападающие и поздние бегуны из полузащиты, чтобы забить голы команды. Однако дебютный сезон Тухеля в дортмундской «Боруссии» закончился без трофеев, несмотря на выход в финал Кубка Германии 2016 года, в котором команда проиграла мюнхенской «Баварии» по пенальти. Команда также потерпела поражение на стадии четвертьфинала Лиги Европы от «Ливерпуля», который теперь тренировал Клопп. Тем не менее, кампания была отмечена дальнейшим продвижением молодых талантов: американский юниор Кристиан Пулишич в основном играл главную роль на последних этапах сезона, а среднее владение мячом (61 %), количество голов (82) и средняя точность передач (85 %) достигли рекордных показателей в чемпионате. Количество набранных очков (78) также стало вторым в истории клуба и обеспечило бы титул чемпиона во всех предыдущих 52 сезонах, кроме трёх.

#### Победа в Кубке Германии и уход из клуба (2016—2017)

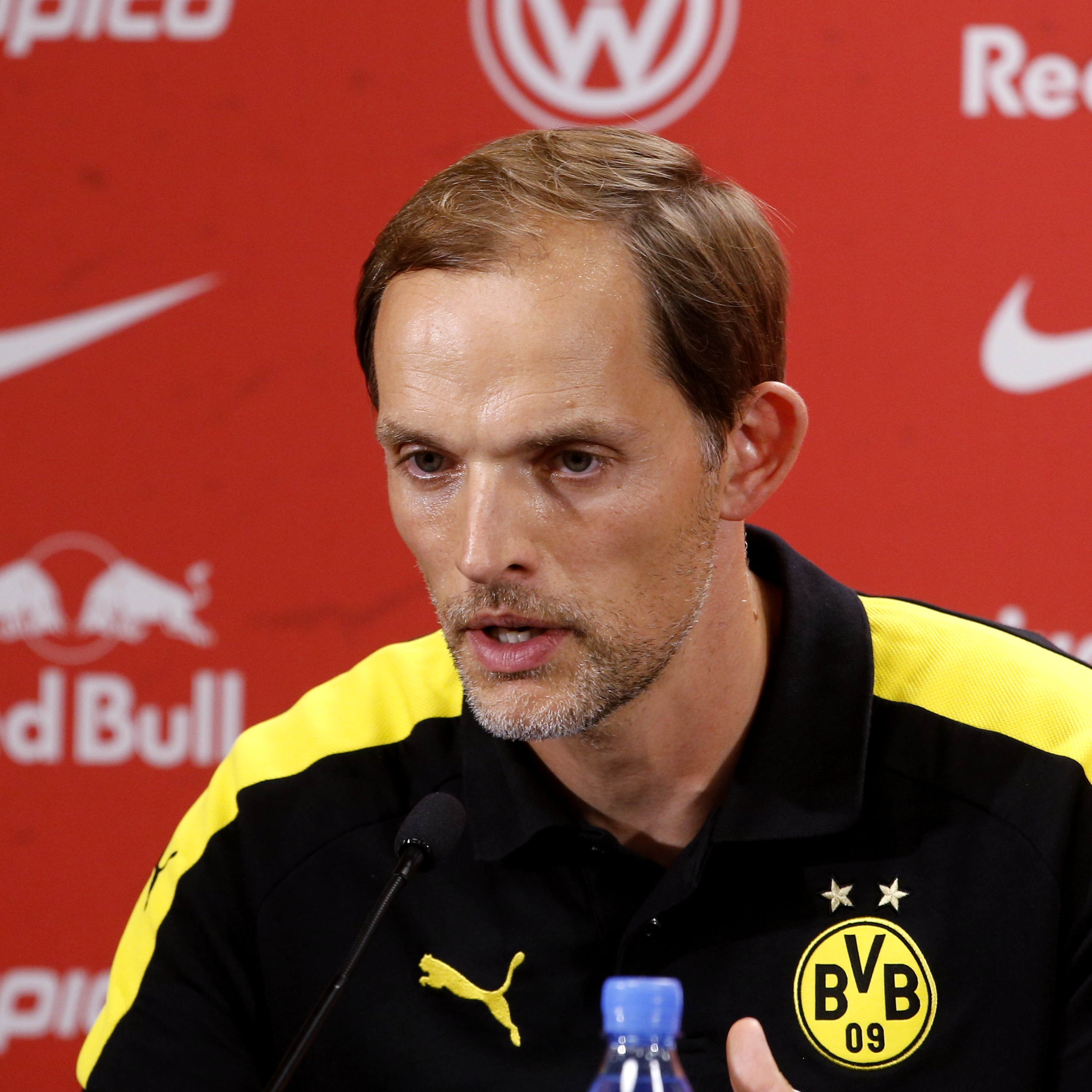
Тухель на пресс-конференции в 2016 году

Готовясь к следующему сезону, Дортмунд потратил значительные средства на приобретение игроков, потратив более 119 миллионов евро на одиннадцать новичков, хотя большая часть этих средств была потрачена на компенсацию ухода основных игроков Матса Хуммельса, Илкая Гюндогана и Мхитаряна, за которых заплатили в общей сложности 104 миллиона евро. Тухель, однако, сумел заменить их универсальными игроками Усманом Дембеле, Марком Бартрой и Рафаэлем Геррейру, причём с последним произошёл самый резкий сдвиг в тактике и смене позиции, его часто использовали в качестве новообразованного центрального полузащитника из левого защитника. Геррейру, подписанный после успешного выступления на Евро-2016, продемонстрировал отличные способности к дриблингу, качества, которые считались редкими в полузащите. Эта смена позиции позволила максимально реализовать потенциал Геррейру при Тухеле, так как он играл в трезубце полузащиты вместе с Кастро и Вайглем, в системе, которая была одновременно защитной, а также обеспечивала большую атакующую угрозу, чем ранее. Универсальность Бартры, который играл как правый и центральный защитник, в сочетании с быстрой атакующей угрозой широких игроков Дембеле и Пулишича, позволила Дортмунду гораздо быстрее переходить от одной системы к другой. Благодаря этому акценту на темпе Пьер-Эмерик Обамеянг забил 56 голов в 63 матчах лиги под руководством Тухеля. Это позволило Дортмунду вернуться в финал Кубка Германии, где Томас завоевал свою первую главную награду в качестве тренера, а также первый трофей клуба за пять лет, победив франкфуртский «Айнтрахт» со счётом 2:1 благодаря голам Дембеле и Обамеянга.
Несмотря на победу, она стала единственной наградой Тухеля в клубе, так как через три дня, 30 мая 2017 года, он был уволен. Его пребывание на посту тренера первой команды было омрачено противоречиями, напряжёнными отношениями с руководством клуба, в частности с генеральным директором Хансом-Йоахимом Ватцке, который назвал Тухеля «трудным человеком». Тухель публично критиковал Ватцке после того, как тот согласился с требованием УЕФА, чтобы клуб провёл матч 1/4 финала Лиги чемпионов против «Монако» 12 апреля 2017 года, через день после того, как автобус команды был атакован. По сообщениям, он также выражал недовольство трансферной деятельностью, когда Ватцке санкционировал уход Хуммельса, Гюндогана и Мхитаряна, несмотря на гарантии, что они не уйдут. Тренер также поддерживал напряжённые отношения со старожилами клуба Романом Вайденфеллером, Невеном Суботичем и Якубом Блащиковским и стремился заменить эту троицу, с чем Ватцке не согласился. В 2016 году специалист намеревался подписать защитника Эмера Топрака, но Ватцке и главный скаут Свен Мислинтат якобы заблокировали этот шаг, причём последний был фактически изгнан с тренировочной площадки после ссоры с Тухелем. Более того, в 2017 году за спиной тренера клуб также вёл переговоры с полузащитником Оливером Торресом. Топрак в итоге перешёл в клуб после ухода Тухеля, а Торрес — в «Порту».
Тухель покинул Дортмунд, одержав 68 побед, 23 ничьи и 17 поражений в 108 матчах, с процентом побед 62,96 %.

### «Пари Сен-Жермен»

#### Первый сезон и победа в Лиге 1 (2018—2019)
14 мая 2018 года Тухель официально возглавил французский «Пари Сен-Жермен», подписав контракт на два года. По сообщениям СМИ, он отказал «Баварии» перед переходом в клуб.
Первым приобретением «красно-синих» на трансферном рынке стало подписание 1 июля на постоянной основе нападающего «Монако» Килиана Мбаппе за первоначальную сумму в 135 млн евро. Мбаппе блистал в составе команды в предыдущем сезоне и сыграл важную роль для сборной Франции во время победы на чемпионате мира 2018 года. Чтобы компенсировать это крупное приобретение и соблюсти правила финансового фэйр-плей, немец санкционировал уход нескольких игроков, включая предполагаемых игроков первой команды Юрия Берчиче и Хавьера Пасторе, а также перспективного молодого игрока Гонсалу Гедеша. После получения прибыли от продажи других игроков, играющих второстепенную роль, 6 июля клуб подписал вратаря Джанлуиджи Буффона на правах свободного агента. Месяц спустя команда подписала немецкого защитника Тило Керера за 37 млн евро, а «парижане» завершили свою деятельность на летнем трансферном рынке, подписав испанского левого защитника Хуана Берната за 15 млн евро в день дедлайна, а также воссоединил Тухеля с камерунским нападающим Эриком Шупо-Мотингом. Несмотря на эти приобретения, тренер публично сетовал на неспособность клуба улучшить игру обоих защитников.
Первый матч Тухеля на посту главного тренера также принёс ему первую награду в клубе: 4 августа «ПСЖ» разгромил «Монако» со счётом 4:0 и выиграл Суперкубок Франции 2018 года. Он также одержал победу в своём первом матче в чемпионате: восемь дней спустя клуб обыграл «Кан» со счётом 3:0. 18 сентября после непродолжительной беспроигрышной карьеры немец потерпел первое поражение в «ПСЖ», проиграв 3:2 «Ливерпулю» в групповом матче Лиги чемпионов. Однако к ноябрю специалист побил рекорд по количеству побед в начале сезона внутреннего чемпионата, одержав двенадцать побед подряд. Позже рекорд был дополнен ещё двумя победами, после чего 2 декабря, когда «ПСЖ» сыграл вничью 2:2 с «Бордо», клуб завершил свой 100 % старт сезона. Затем Тухель вывел «Пари Сен-Жермен» на первое место в группе Лиги чемпионов, победив 12 декабря «Црвену звезду» со счётом 4:1. Одержав победу над «Нантом» 22 декабря, специалист также побил рекорд по количеству очков к Рождеству в Лиге 1: 47 после 17 игр, что превысило рекорд 45 после 17 игр, установленный «ПСЖ» в сезоне 2015/16.

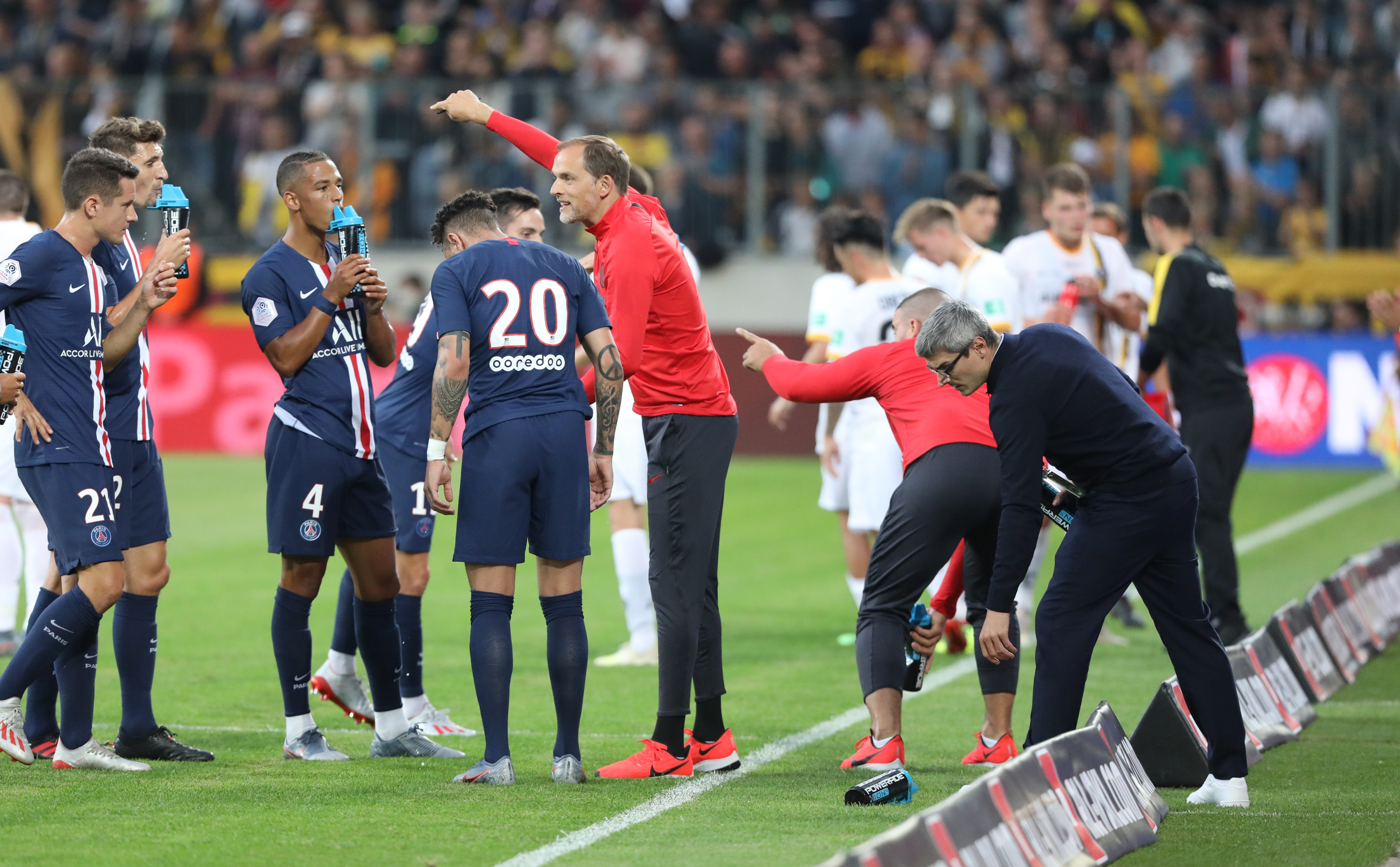
Тухель даёт указания игрокам во время товарищеского матча против «Динамо» (Дрезден) в 2019 году

В январе 2019 года Тухель потерпел поражение в своём первом соревновании в «ПСЖ», проиграв «Генгаму» 9 января в четвертьфинале Кубке лиги. Однако через десять дней он разгромил ту же команду со счётом 9:0 в чемпионате. Перед днём дедлайна, 29 января, клуб вышел на зимний трансферный рынок и подписал аргентинского полузащитника Леандро Паредеса за 40 млн евро. Однако эти трансферы не принесли клубу успеха в Европе, так как «ПСЖ» выбыл из Лиги чемпионов в первом раунде плей-офф против «Манчестер Юнайтед». В первом матче клуб одержал победу со счётом 2:0 в гостях, но проиграл дома со счётом 1:3, выбыв из турнира по голам на выезде. Оставалось только выиграть чемпионат и Кубок Франции, и 21 апреля, за шесть игровых недель до конца сезона, «ПСЖ» выиграл первый титул чемпиона. Шесть дней спустя «Пари Сен-Жермен» проиграл финал Кубка Франции 2019 года «Ренну» по пенальти, что произошло после трёх поражений подряд в чемпионате: худший результат «ПСЖ» с 2012 года. После окончания сезона немец подписал однолетний контракт, который должен был закончиться в 2021 году.

#### Внутренний четверной турнир и финал Лиги чемпионов (2019—2020)
Во второе трансферное окно Тухель отказался от привлечения звёзд и вместо этого набрал трудолюбивых испанских полузащитников Андера Эрреру и Пабло Сарабию, а также молодого перспективного игрока Митчела Баккера. Между тем, клуб отпустил сильных игроков в лице Буффона, Дани Алвеса и Адриана Рабьо, и получил прибыль от продажи нескольких второстепенных игроков, включая Муссу Диаби, Тимоти Веа и Гжегожа Крыховяка. Кроме того, клуб подписал центрального защитника Абду Диалло из старого клуба Тухеля — дортмундской «Боруссии», полузащитника Идрисса Гейе, и завершил трансфер вратаря Кейлора Наваса, а также взял в аренду нападающего Мауро Икарди в последний день трансферного окна. Благодаря ряду дополнительных продаж, это трансферное окно стало первым с момента поглощения «ПСЖ» компанией Qatar Sports Investments в 2012 году, когда клуб получил прибыль на трансферном рынке.
Тухель начал свой второй сезон в «ПСЖ» с завоевания Суперкубка Франции 3 августа 2019 года, победив «Ренн» со счётом 2:1. Он также выиграл первый матч сезона в лиге, победив дома «Ним» со счётом 3:0. Однако во второй игре чемпионата «ПСЖ» проиграл «Ренну» со счётом 2:1. В первой игре клуба в Лиге чемпионов того сезона немец получил похвалу за тактическую установку, когда "ПСЖ обыграл дома 13-кратных победителей «Реал Мадрид» со счётом 3:0; победа была одержана без ключевых игроков основной команды Неймара, Эдинсона Кавани и Килиана Мбаппе. Позже он привёл команду к квалификации в стадию плей-офф с двумя матчами в запасе после победы над бельгийским клубом «Брюгге» со счётом 1:0. Чуть менее трёх недель спустя Тухель вывел команду на первое место в своей группе, сыграв вничью с мадридским «Реалом» (2:2). Затем клуб начал 19-матчевую беспроигрышную серию во всех соревнованиях, одержав ряд побед с крупным счётом; в январе «ПСЖ» забил шесть голов в ворота «Линас-Монлери» и «Сент-Этьена» во внутренних кубковых соревнованиях, а в чемпионате — пять в ворота «Монпелье». Последняя игра вызвала споры, поскольку тренер был замечен в конфликтном разговоре с Мбаппе после его замены.

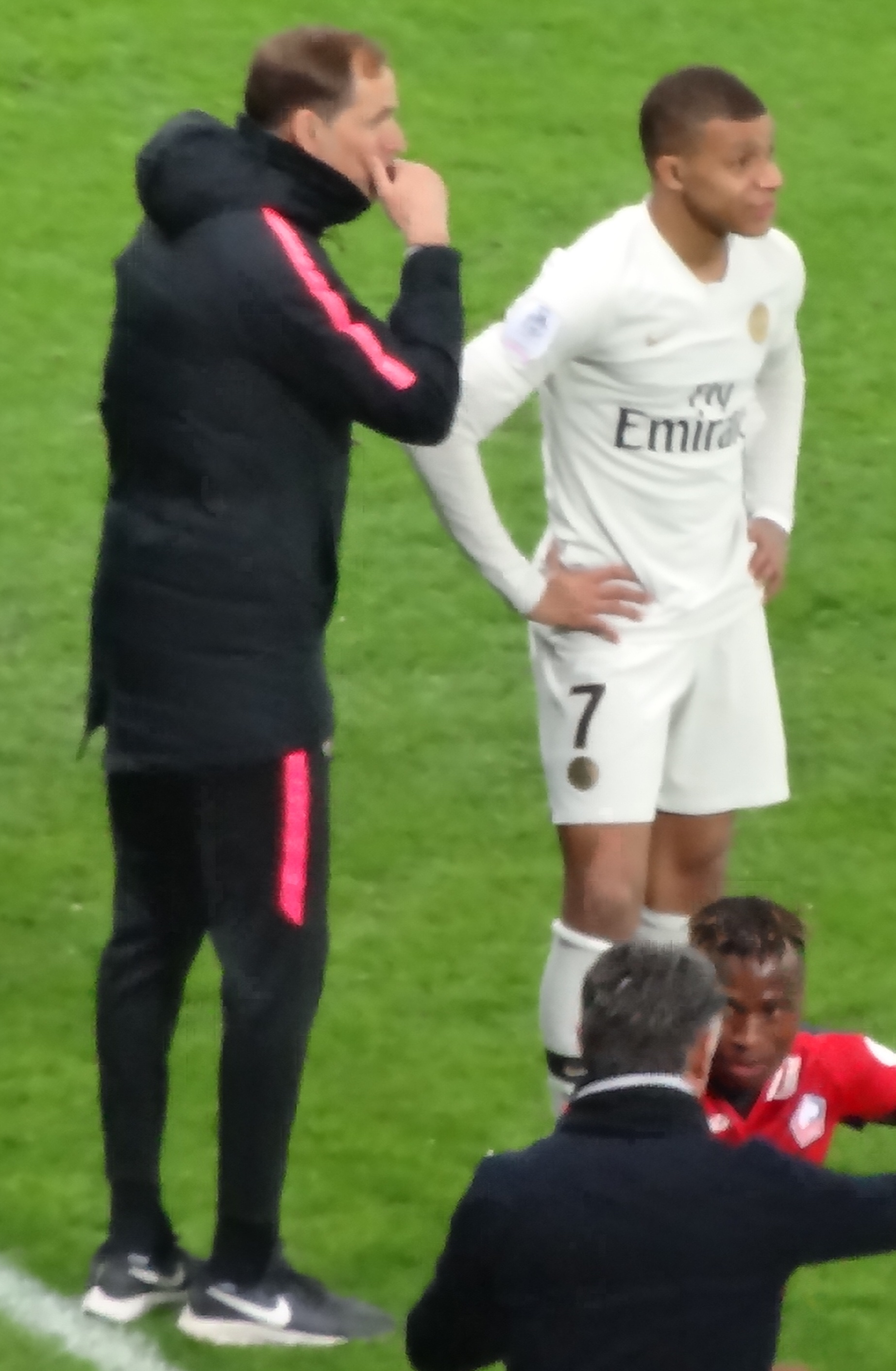
Тухель с Килианом Мбаппе, который был ключевым игроком команды немца

18 февраля клуб потерпел первое поражение за три месяца, проиграв 2:1 бывшему клубу Тухеля «Боруссии» в первом матче 1/8 финала Лиги чемпионов. Менее чем через месяц специалист вывел клуб в последнюю восьмёрку, отыграв отставание в счёте 2:0 в домашнем матче второго раунда. Это была первая игра клуба без зрителей из-за пандемии COVID-19; по этой причине 30 апреля был отменён внутренний чемпионат, а финалы Лиги чемпионов, Кубка Франции и Кубка французской лиги были отложены. «ПСЖ» вернулся в футбол 24 июля, выиграв Кубок Франции, победив в финале «Сент-Этьен» (1:0). Игра была омрачена тем, что Килиан Мбаппе получил растяжение лодыжки, которое вывело его из строя на три недели. 31 июля «ПСЖ» победил «Лион» со счётом 6:5 по пенальти в финале Кубка лиги 2020 года и выиграл все 4 домашних трофея. 12 августа «ПСЖ» забил два поздних гола и победил «Аталанту» со счётом 2:1 в четвертьфинале Лиги чемпионов, что стало первым выходом клуба в полуфинал с сезона 1994/95. В полуфинале «ПСЖ» обыграл «РБ Лейпциг» со счётом 3:0 и вышел в свой первый в истории финал Лиги чемпионов, а также в свой первый европейский финал с 1997 года. 23 августа они проиграли «Баварии» с разницей в один мяч.

#### Последний сезон в Париже (2020—2021)
В своё третье трансферное окно парижский клуб отпустил ряд игроков, включая основных игроков Тьягу Силву и Эдинсона Кавани. Тем временем, Мауро Икарди был выкуплен за 50 миллионов евро, и клуб дополнил его приобретениями Алессандро Флоренци, Данилу Перейры и Мойзе Кена. «ПСЖ» начал защиту титула чемпиона с поражения со счётом 1:0 от недавно вышедшего в Лигу 1 «Ланса» 10 сентября 2020 года; в составе клуба отсутствовали Икарди, Неймар, Мбаппе, Кейлор Навас, Маркиньос, Леандро Паредес и Анхель Ди Мария из-за изоляции COVID-19 или из-за положительного теста на COVID-19. Затем клуб проиграл вторую игру чемпионата с тем же счётом в Ле Классико, что стало первым случаем, когда «ПСЖ» проиграл два первых матча чемпионата с сезона 1984/85 годов. Игра стала печально известна своими дисциплинарными нарушениями: было показано 17 карточек (больше всех в одном матче Лиги 1 в XXI веке), а пятеро были удалены после драки в перерыве матча. 16 сентября Тухель одержал первую победу в чемпионате, обыграв «Мец» со счётом 1:0, хотя игра была омрачена ещё одной красной карточкой «ПСЖ».
С этого началась серия из 8 побед подряд, после чего «парижане» потерпели поражение от «Монако» со счётом 3:2 в гостях 20 ноября; ещё в одной игре «ПСЖ» получил красную карточку. После того как команде удалось одержать только 3 победы в чемпионате, несмотря на то, что они заняли первое место в группе Лиги чемпионов, 24 декабря Тухель был уволен. Его увольнение произошло через день после победы над «Страсбуром» со счётом 4:0, удивив многих в клубе, включая помощника тренера Жольта Лёва. Пребывание Тухеля в «Пари Сен-Жермен» было омрачено ухудшением отношений с руководством клуба. В интервью немецкому телеканалу Sport 1 он сказал, что чувствует себя «[скорее] политиком в спорте», нежели тренером. Эти комментарии, а также его предыдущая критика трансферной деятельности клуба, были осуждены спортивным директором «ПСЖ» Леонардо, который сказал, что Тухель «[должен] уважать людей, стоящих над ним», и назвал эти комментарии вредными для клуба. Тухель и Леонардо, как сообщается, поссорились из-за подписания полузащитника Данилу Перейры, причём тренер попросил центрального защитника; в ответ тренер часто ставил Перейру на позицию центрального защитника.
Тухель покинул «Пари Сен-Жермен» с результатом 95 побед, 13 ничьих и 19 поражений в 127 матчах, с лучшим процентом побед в истории Лиги 1 (75,6 %) и самым высоким средним количеством очков за игру (2,37, вровень с его предшественником Унаи Эмери).

### «Челси»
Очень приятно быть тренером этого клуба и это чувство со мной с моего первого дня тут и оно не менялось ни на секунду.
26 января 2021 года официально возглавил английский «Челси», подписав контракт на 18 месяцев, с возможностью продления ещё на один год. Он стал первым немцем, назначенным на пост главного тренера клуба. Хотя Тухель выразил желание не приходить в середине сезона, чтобы провести предсезонку с новой командой, он согласился на эту должность после того, как Ральф Рангник отклонил предложение о временной должности главного тренера.

#### Дебютный сезон и победа в Лиге чемпионов (2020—2021)

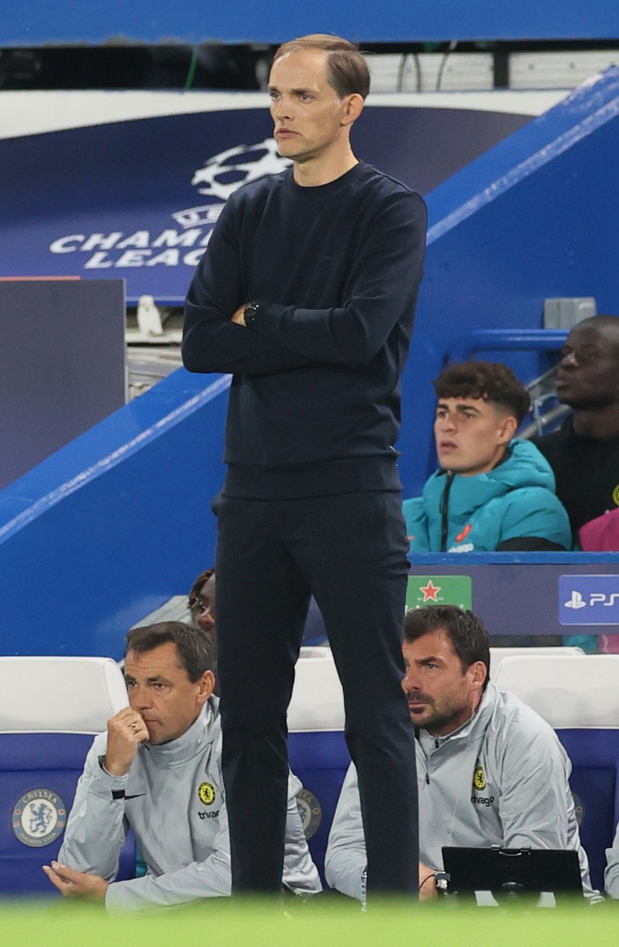
Тухель на боковой линии матча Лиги чемпионов против «Зенита» в сентябре 2021 года

В первом матче под его руководством клуб сыграл 0:0 с «Вулверхэмптон Уондерерс». В этой встрече был установлен рекорд по количеству владения мячом (78,9 %) и выполненных передач (820) в первой игре тренера в Премьер-лиге. 31 января Тухель добыл первую победу, обыграв «Бернли» 2:0. Затем 4 февраля выиграл своё первое лондонское дерби (и свою первую выездную игру), победив «Тоттенхэм Хотспур» 1:0. 11 февраля Тухель вывел «Челси» в четвертьфинал Кубка Англии, победив на выезде «Барнсли» со счётом 1:0, продлив свою беспроигрышную серию до пяти игр. 23 февраля Тухель дебютировал в Лиге чемпионов УЕФА в качестве тренера «Челси», обыграв в первом матче противостояния испанский «Атлетико Мадрид» со счётом 1:0. Кроме того, немецкий специалист повторил достижение нидерландского тренера «Барселоны» Рональда Кумана: как и Куман в сезоне 2007/08, Тухель руководил двумя командами в евротурнире, начав международный сезон у руля французского «Пари Сен-Жермен». Это стало первой европейской победой немца в качестве тренера «Челси». 8 марта, после победы над «Эвертоном» со счётом 2:0, Томас Тухель стал первым тренером в истории АПЛ, чья команда не пропускала мячей на своём поле в пяти дебютных матчах. 18 марта, обыграв «Атлетико Мадрид» со счётом 2:0 в ответном матче 1/8 Лиги чемпионов, Тухель продлил беспроигрышную серию до 13 матчей. Это самая продолжительная серия клуба при смене главного тренера. Предыдущее достижение принадлежало Луису Фелипе Сколари, который в 2008 году не проиграл в 12 первых матчах у руля лондонцев. Считалось, что это связано с переходом на защиту из трёх человек и отчасти с прагматичным подходом к игре; команда Тухеля наносила столько же ударов, сколько и команда Фрэнка Лэмпарда (13,8 против 13,9), но создавала меньше моментов, что привело к 1,1 забитым голам в среднем за игру по сравнению с 2,1 при Лэмпарде. В итоге он получил свой первый приз «Тренер месяца Премьер-лиги». 3 апреля клуб потерпел первое поражение под руководством Тухеля, проиграв «Вест Бромвич Альбион» со счётом 2:5, прервав таким образом 14-матчевую беспроигрышную серию. 17 апреля благодаря голу Хакима Зиеша, Тухель вывел «Челси» в финал Кубка Англии, обыграв в полуфинале лидера чемпионата «Манчестер Сити» со счётом 1:0; в итоге «пенсионеры» проиграли в финале «Лестер Сити» со счётом 0:1. Немецкий специалист также вывел «Челси» в финал Лиги чемпионов после победы над «Реалом» в полуфинале со счётом 3:1, став первым тренером, вышедшим в финал подряд с двумя разными клубами. В итоге он привёл «Челси» к европейской славе, победив в финале «Манчестер Сити» со счётом 1:0. После этого Тухель подписал продление контракта, по которому он останется в клубе до 2024 года.

#### Победа на клубном чемпионате мира, санкции Украины и поражение в финале Кубка Англии (2021—2022)
В его первое трансферное окно в «Челси» для подготовки к сезону 2021/22 28 июля клуб подписал опытного вратаря Маркуса Беттинелли на условиях свободного трансфера из соперника из западного Лондона «Фулхэма», что стало первым подписанием Тухеля в качестве главного тренера лондонского клуба. Немецкий специалист также начал привлекать в первую команду игрока академии Трево Чалоба, а позже «Челси» переподписал Ромелу Лукаку за рекордные для клуба 97,5 млн фунтов стерлингов (115 млн евро). В день дедлайна он также взял из «Атлетико Мадрид» в аренду на сезон Сауля (с опцией выкупа за 30 млн фунтов стерлингов). «Челси» начал сезон с восьмиматчевой беспроигрышной серии, выиграв Суперкубок УЕФА, а затем 25 сентября против «Манчестер Сити» потерпел первое поражение в сезоне. 20 октября «Челси» одержал свою самую крупную победу под руководством Тухеля, выиграв дома у «Мальмё» со счётом 4:0 в Лиге чемпионов; через три дня он повторил свой успех, разгромив со счётом 7:0 борющийся за выживание «Норвич Сити». Затем клуб начал 12-матчевую беспроигрышную серию во всех турнирах, которая 4 декабря завершилась поражением в гостях от «Вест Хэм Юнайтед» со счётом 3:2. Месяц спустя Тухель вывел «Челси» в финал Кубка лиги после победы в полуфинале над «Тоттенхэм Хотспур» со счётом 3:0; в финале «Челси» проиграл «Ливерпулю» по пенальти. 12 февраля после победы над «Палмейрасом» со счётом 2:1 в дополнительное время, Тухель выиграл Клубный чемпионат мира ФИФА, став первой победой «Челси» в Клубном чемпионате мира.
Моя последняя информация: у нас есть самолёт, и мы можем лететь самолётом и возвращаться самолётом. Если нет, то мы поедем на поезде. Если не на поезде, то на автобусе. Если не на автобусе, то я поведу минивэн.
12 марта футбольный клуб «Челси» был заморожен как актив российского олигарха Романа Абрамовича, что стало следствием войны в Украине. Продление контрактов игроков было затруднено, как, например, с Антонио Рюдигером и Андреасом Кристенсеном. Тухель подтвердил свою приверженность клубу, несмотря на интерес со стороны «Манчестер Юнайтед» и «Барселоны». Немецкий тренер, который неохотно был лицом клуба на фоне беспорядков за пределами поля, получил похвалу от Джейкоба Стейнберга из The Guardian за то, что он был «голосом спокойствия и разума на протяжении самого тревожного периода в истории „Челси“».
После серии из шести побед во всех турнирах, 2 апреля «Челси» проиграл дома со счётом 1:4 недавно получившему повышение «Брентфорду»; затем клуб одержал свою самую крупную выездную победу при Тухеле, выиграв 6:0 у «Саутгемптона» неделю спустя. Однако 12 апреля лондонский клуб проиграл со счётом 5:4 после дополнительного времени «Реалу» и был выбит из Лиги чемпионов, после чего Тухель раскритиковал несколько судейских решений, включая незасчитанный гол Маркоса Алонсо и «улыбки и смех» судьи Шимона Марциняка с тренером «Реала» Карло Анчелотти по окончании игры. Четыре дня спустя Тухель вывел «Челси» во второй раз подряд в финал Кубка Англии, победив «Кристал Пэлас» со счётом 2:0. Однако в финале «Челси» проиграл «Ливерпулю» по пенальти, повторив результат финала Кубка лиги за три месяца до этого.

#### Провальное начало и увольнение (2022—2023)
30 мая 2022 года санкции были сняты, и «Челси» снова смог тратить деньги. Чтобы подготовиться к сезону 2022/23, Тухель и лондонский клуб потратили более 250 миллионов фунтов стерлингов — самую большую сумму в Премьер-лиге того сезона и британский рекорд по расходам за одно трансферное окно — на Рахима Стерлинга, Калиду Кулибали, Гейбриеля Слонина, Карни Чуквуэмека, Чезаре Казадеи, и Пьера-Эмерика Обамеянга, а также почти рекордные для клуба расходы на Марка Кукурелью и Весле Фофану. В день трансферного дедлайна 31 августа клуб также взял в аренду Дениса Закарию. Несколько игроков первой команды также покинули команду, включая Антонио Рюдигера и Маркоса Алонсо, выпускников академии Андреаса Кристенсена и Каллума Хадсона-Одои (которые ушли в аренду), а также бывших «дорогостоящих» игроков Тимо Вернера и Ромелу Лукаку (которые ушли в аренду).
6 августа 2022 года клуб начал сезон лиги с победы над «Эвертоном» (1:0). Восемь дней спустя Тухель был удалён с поля после ничьей с «Тоттенхэм Хотспур» (2:2) после стычки с Антонио Конте в конце матча. Футбольная ассоциация Англии оштрафовала его на 35 000 фунтов стерлингов и назначила ему одноматчевую дисквалификацию за неподобающее поведение. Впоследствии немец был оштрафован ещё на 20 000 фунтов стерлингов после комментариев о том, что судья Энтони Тейлор больше не должен судить матчи «Челси» после того, как он принял несколько спорных решений в игре с «Тоттенхэмом». ФА заявила, что комментарии Томаса представляли собой неподобающее поведение и что они «подразумевают предвзятость, ставят под сомнение честность судьи матча, а также подрывают репутацию игры». 7 сентября 2022 года Тухель был уволен с поста главного тренера команды после того, как клуб проиграл на выезде загребскому «Динамо» (0:1) в стартовом матче Лиги чемпионов накануне (на матче присутствовали новые председатели совета директоров «Челси» Тодд Боули и Бехдад Эгбали); до проигрыша загребскому «Динамо» «Челси» также потерпел поражения в лиге от «Лидс Юнайтед» и «Саутгемптона».
Согласно The Athletic, Тухель был недоволен тем, что его участие в повседневной трансферной деятельности «Челси» увеличилось в результате увольнения директора клуба Марины Грановской и технического советника Петра Чеха (с которыми у Тухеля были тесные рабочие отношения); немец, как говорят, делегировал своё присутствие на встречах по подбору персонала своему агенту. Источники, близкие к Тухелю, утверждают, что он был не согласен с трансферной стратегией и целями клуба, например, не участвовал в подписании Закарии и лично выражал заинтересованность в приобретении Маттейса де Лигта, Рафиньи, Френки де Йонга и Преснеля Кимпембе. Источники, связанные с лондонским клубом, утверждали, что Тухель был непоследователен в вопросах трансферов, выражая то нежелание, то поддержку потенциальным переходам Габриэля Жезуса, Эдсона Альвареса, Ромео Лавиа и Криштиану Роналду.
По слухам, Боули назвал Тухеля «кошмаром», с которым пришлось иметь дело при приёме на работу в руководство Премьер-лиги. Томас также разругался с несколькими игроками первой команды, такими как Хаким Зиеш, Кристиан Пулишич, Вернер, Лукаку и Хадсон-Одои, и изолировал их от игры; Тухель также, по слухам, поругался с Вернером после предсезонного поражения от «Шарлотт» 20 июля. По поводу своего ухода тренер написал открытое письмо, в котором подробно описал, как он не предполагал покидать «Челси» «в течение многих лет», и сказал, что для него «большая честь быть частью истории клуба» и что «воспоминания о последних 19 месяцах всегда будут занимать особое место в его сердце». В марте 2023 года Тухель рассказал, что подозревал об увольнении во время утренней поездки в тренировочный центр, и сказал, что встреча с владельцами «оказалась очень короткой. Она длилась три-пять минут».
Томас Тухель покинул «Челси», одержав 60 побед, 24 ничьи и 16 поражений в 100 матчах с процентом побед 60 %, что является четвёртым показателем среди тренеров «Челси», проведших не менее 100 матчей, после Жозе Моуринью (67,03 %), Антонио Конте (65,09 %) и Карло Анчелотти (61,09 %). Тухеля сменил Грэм Поттер.

### «Бавария»

#### Первый титул Бундеслиги (2022—2023)
24 марта 2023 года Тухель был назначен на пост главного тренера «Баварии», заменив Юлиана Нагельсмана. Новый тренер был представлен на пресс-конференции клуба на следующий день, где он сказал, что «состав, собранный [здесь], является одним из самых талантливых и лучших в Европе. Мы здесь, чтобы выиграть все титулы». Четыре дня спустя клуб сделал официальное предложение помощнику главного тренера «Челси» Энтони Барри, который работал с Тухелем (в основном, на установке) во время его работы в Англии. Первой игрой немецкого специалиста на посту главного тренера «Баварии» была домашняя победа над его бывшим клубом «Боруссией» (4:2). 4 апреля во второй игре «Бавария» выбыла в четвертьфинале Кубка Германии, проиграв дома «Фрайбургу» со счётом 1:2. «Бавария» также выбыла в четвертьфинале Лиги чемпионов в том же месяце, проиграв по сумме двух матчей «Манчестер Сити» со счётом 4:1.
Несмотря на пять побед в первых восьми матчах Бундеслиги, 20 мая «красные» проиграли дома «РБ Лейпциг» со счётом 1:3, опустившись на второе место после «Боруссии» за один матч до конца сезона. В последнем туре «шмели» сыграли вничью 2:2 с «Майнцем», а «Бавария» выиграла 2:1 у «Кёльна» благодаря голу Джамала Мусиалы: эти результаты обеспечили клубу 11-й подряд титул чемпиона Бундеслиги и третий титул Тухеля в его карьере. По окончании сезона «Бавария» уволила Оливера Кана с поста генерального директора и Хасана Салихамиджича с поста спортивного директора: эта пара наняла Тухеля за два месяца до этого. Перед первым полноценным сезоном немца «Бавария» приобрела защитника Ким Мин Джэ за 50 миллионов евро и побила трансферный рекорд Бундеслиги, подписав Гарри Кейна из «Тоттенхэм Хотспур» за 100 миллионов евро, к которому также добавилось приобретение израильского вратаря Даниэля Переца.

#### Сезон без трофеев и отъезд из Мюнхена (2023—2024)
12 августа «Бавария» проиграла Суперкубок Германии 2023 года, проиграв «Лейпцигу» со счётом 0:3, но начала сильный сезон Бундеслиги (в первых шестнадцати матчах было одно поражение), хотя и выбыла из Кубка Германии, проиграв 1 ноября «Саарбрюккену». Команда также заняла первое место в своей группе Лиги чемпионов. Однако поражения от леверкузенского «Байера» и «Бохума» в феврале 2024 года привели к тому, что к 22-й неделе мюнхенцы отставали от леверкузенцев на восемь очков. 14 февраля «Бавария» была обыграна «Лацио» со счётом 1:0 в первом матче последнего тура Лиги чемпионов, несмотря на пополнение состава в середине сезона в виде Эрика Дайера на правах аренды и Саши Боэ за 30 млн евро. Это поражение стало десятым для Тухеля за 43 матча, то есть столько же, сколько Нагельсманн потерпел за свои первые 84 матча. Неделю спустя было объявлено, что Тухель покинет команду по взаимному согласию в конце сезона 2023/24 в рамках «спортивной реорганизации».
В ответном матче 5 марта «Бавария» победила «Лацио» со счётом 3:0 и вышла в четвертьфинал Лиги чемпионов. В следующих двух матчах «Бавария» забила 13 голов (в том числе одержала победу 8:1 над бывшим клубом Тухеля «Майнцем»), но поражения от дортмундской «Боруссии» (первая победа дортмундцев на «Альянц Арене» с 2014 года) 30 марта и «Хайденхайма» 6 апреля (и победа леверкузенцев над бременским «Вердером» на следующей неделе) подтвердили, что «баварцы» не смогут выиграть Бундеслигу, впервые за 11 лет. Однако клуб вышел в полуфинал Лиги чемпионов (первый полуфинал с 2020 года), обыграв 17 апреля «Арсенал» со счётом 3:2. Тухель получил похвалу за внедрение гибкой оборонительной структуры в полузащите и широких зонах, чтобы нарушить построение игры «канониров». Он также стал первым немецким тренером, достигшим этой стадии с тремя разными клубами.
Неделю спустя, после того как Ральф Рангник подтвердил переговоры о переходе на пост главного тренера «Баварии», болельщики клуба обратились с петицией за сохранение Тухеля; петиция собрала более 10 000 подписей. Днём позже Тухель подтвердил свой уход, заявив: «[Петиция] не может быть приоритетом, поскольку я сосредоточен на футболе, ни на чём другом. Я не могу позволить, чтобы на меня влиял». После этого «Бавария» выбыла из Лиги чемпионов, проиграв 8 мая мадридскому «Реалу» со счётом 2:1 после того, как помощник судьи Томаш Листкевич спорно признал офсайд при равном счёте Маттейса де Лигта, а видеоассистент судьи (VAR) не проверил это решение. Тухель назвал это «нарушением правил» и «катастрофой» и сказал, что это «похоже на предательство», а де Лигт заявил, что Листкевич признал, что решение было принято ошибочно. После победы 2:0 над «Вольфсбургом» четыре дня спустя, последней игрой «красных» под руководством Тухеля стало поражение 4:2 от «Хоффенхайма» 18 мая: в результате этого поражения «Бавария» заняла третье место, что стало худшим результатом в чемпионате с 2010 года.

### Сборная Англии
16 октября 2024 года Футбольная ассоциация Англии объявила о назначении Тухеля на пост главного тренера национальной сборной. Контракт был подписан на 18 месяцев, а немецкий специалист приступил к обязанностям с 1 января 2025 года. Тухель стал третьим иностранным тренером в истории сборной Англии после шведа Свена-Ёрана Эрикссона и итальянца Фабио Капелло. 21 марта 2025 года англичане провели первый матч под руководством Тухеля, со счётом 2:0 обыграв сборную Албании в квалификации к чемпионату мира 2026.

## Тренерский стиль
Томас Тухель известен своими тактическими знаниями и гибкостью, а также внедрением инновационных методов тренировок. Во время работы в «Майнце» Тухель срезал углы на тренировочном поле, чтобы улучшить пас и движение, и заставлял своих игроков держать теннисные мячи во время оборонительных упражнений, чтобы попытаться ограничить ненужные фолы. В «Пари Сен-Жермен» Тухель в основном играл по схеме 4-3-3 с большим количеством интриг, чтобы подчеркнуть атакующие возможности широких нападающих Неймара и Килиана Мбаппе, хотя за время работы в клубе использовал до десяти различных расстановок. В сезоне 2018/19 нападающая линия с Неймаром и Мбаппе на флангах и центральным нападающим Эдинсоном Кавани регулярно опускалась в полупространство или в широкие зоны. Защитники команды также выдвигались вперёд вместе с полузащитой, чтобы достичь позиционных перегрузок, а игрокам предлагалось найти пространство между линиями защиты и полузащиты, чтобы дезорганизовать соперника. Одновременно это нарушало попытки помечать Неймара и Мбаппе и создавало пространство за защитной линией для пары, в которую они могли вбежать.
В полузащите команды самый оборонительный полузащитник располагается ближе к центральным защитникам, к ним часто присоединяется другой полузащитник, который может действовать как глубинный плеймейкер. Эти роли в основном занимали Маркиньос и Марко Верратти соответственно. Последний оставшийся полузащитник выдвигается вперёд, чтобы сбить темп атак и нарушить оборонительную структуру, перегружая одну сторону защитной зоны соперника. В течение сезонов 2018/19 и 2019/20 Анхель Ди Мария и Леандро Паредес часто ассоциировались с этой ролью. Команда также активно использовала гегенпрессинг, тактику, при которой после потери мяча команда сразу пытается его отвоевать, а не перегруппировывается. Благодаря этому «ПСЖ» загоняет соперника в угол с одной стороны, а затем быстро переключает игру, чтобы использовать более слабую сторону. Тухель также был отмечен за использование искусственного офсайда, поручив Андеру Эррере сделать это против Тьяго в финале Лиги чемпионов 2020 года.
В сезоне 2018/19, после травм Неймара, Верратти и Адриена Рабьо, Тухель иногда отходил от схемы 4-3-3, что приносило успех. В домашней победе 4:1 над «Ренном» в январе 2019 года «ПСЖ» выстроился в форме 4-2-2-2; при владении мячом один полузащитник опускался между центральными защитниками, чтобы создать заднюю тройку, в то время как защитники выдвигались вперёд. Это означало, что второй полузащитник действовал в обороне, а четыре нападающих оставались высоко и широко, периодически опускаясь, чтобы создать вертикальные варианты паса для разрыва линии обороны. В обороне «ПСЖ» отступал к расстановке 5-3-2 и перестраивался на 4-4-2 для гегенпрессинга. Эти изменения вызвали некоторую критику, а переход «ПСЖ» на 3-5-2 против «Лиона» привёл к поражению 2:1 в феврале 2019 года.
В «Челси» немецкий специалист был известен тем, что часто менял игроков в начале своей карьеры; он сделал 39 изменений в стартовом составе в 10 матчах Премьер-лиги с января по март 2021 года. В основном он предпочитал схему 3-4-2-1, при которой продвижение мяча в основном происходило от вингбэков, на позиции которых играли в основном Рис Джеймс и Бен Чилуэлл, а также вернул подвергшегося остракизму Антонио Рюдигера в число постоянных игроков первой команды. Источники, близкие к клубу, отметили сильные навыки общения Тухеля с игроками и лёгкий тон (отражение его заявления, что он был наиболее счастлив в профессиональном плане в «Челси»), на тренировках, с широким спектром упражнений, включая мини-футбольные мячи или использование рук вместо ног в некоторых играх.
В «Баварии» Тухель изменил этот подход: он использовал схему 4-2-3-1, в которой защитники располагались глубже, а не выше, чтобы обеспечить опцию в широких зонах; «Бавария» продвигала мяч вперёд через своих вингеров. Он использовал двойную атаку Йозуа Киммиха и Леона Горецки, чтобы перегрузить пространство соперника при построении атаки и обеспечить продвижение мяча через треть поля. Центральные защитники регулярно выдвигались вперёд, чтобы позволить игроку на острие или вратарю пройти между ними и обеспечить больший охват поля для продвижения мяча. Этот подход позволил добиться лучшей в Европе разницы в 1,6 ожидаемых гола (xG) за игру, которая определяет качество моментов, созданных и пропущенных командой. Однако, по мнению Марка Кэри из The Athletic, подход Тухеля в Мюнхене не срабатывал при столкновении с командами, которые лишали «баварцев» пространства для творчества, а также заявляли, что команда была уязвима на контратаках, если выводила вперёд больше игроков: в том сезоне клуб потерпел три поражения при 65 % владения мячом и пропустил 10 голов на контратаках, что стало пятым показателем в лиге. Кери также отметил, что относительно более успешное выступление клуба в Лиге чемпионов в том сезоне объясняется тем, что подход команды работал против клубов, готовых атаковать, в отличие от тех, кто отсиживался в обороне. Он также сказал, что Тушелю удавалось делать «тонкие [тактические] подстройки в решающие моменты», чтобы выигрывать матчи в «Баварии».

## Достижения

### Командные
«Боруссия» (Дортмунд)
- Обладатель Кубка Германии: 2016/17
- Итого: 1 трофей

«Пари Сен-Жермен»
- Чемпион Франции (2): 2018/19, 2019/20
- Обладатель Кубка Франции: 2019/20
- Обладатель Кубка французской лиги: 2019/20
- Обладатель Суперкубка Франции (2): 2018, 2019
- Итого: 6 трофеев

«Челси»
- Победитель Лиги чемпионов УЕФА: 2020/21
- Обладатель Суперкубка УЕФА: 2021
- Победитель Клубного чемпионата мира: 2021
- Итого: 3 трофея

«Бавария»
- Чемпион Германии: 2022/23
- Итого: 1 трофей

### Личные
- Тренер месяца английской Премьер-лиги: март 2021[239], октябрь 2021[240]
- Тренер года в Германии: 2021[241]
- Тренер года УЕФА: 2021[242]
- Тренер года по версии Sport Bild: 2021[243]
- Тренер года по версии ESPN: 2021[244]
- Лучший клубный тренер года по версии МФФИИС: 2021[245]
- Обладатель награды «The Best FIFA Men’s Coach»: 2021[246]

## Тренерская статистика
| Команда           | Начало работы  | Окончание работы | Показатели | Показатели | Показатели | Показатели | Показатели |
| Команда           | Начало работы  | Окончание работы | И          | В          | Н          | П          | % побед    |
| ----------------- | -------------- | ---------------- | ---------- | ---------- | ---------- | ---------- | ---------- |
| Майнц 05          | 3 августа 2009 | 11 мая 2014      | 183        | 72         | 46         | 65         | 039,34     |
| Боруссия Дортмунд | 1 июня 2015    | 30 мая 2017      | 107        | 67         | 23         | 17         | 062,62     |
| Пари Сен-Жермен   | 1 июля 2018    | 29 декабря 2020  | 127        | 95         | 13         | 19         | 074,80     |
| Челси             | 26 января 2021 | 7 сентября 2022  | 100        | 63         | 19         | 18         | 063,00     |
| Бавария           | 24 марта 2023  | 18 мая 2024      | 61         | 37         | 8          | 16         | 060,66     |
| Сборная Англии    | 1 января 2025  |                  | 4          | 3          | 0          | 1          | 075,00     |
| Итого             | Итого          | Итого            | 582        | 337        | 109        | 136        | 057,90     |

## Личная жизнь
В детстве Тухель «любил название» «Тоттенхэм Хотспур», и заявлял, что болеет за мёнхенгладбахскую «Боруссию», называя Ханса-Гюнтера Брунса своим футбольным кумиром.
Он посещал гимназию Симперт-Крамер и разрабатывал тактические стратегии на уроках физкультуры по волейболу. Он окончил Баден-Вюртембергский кооперативный государственный университет со степенью в области делового администрирования и во время учёбы работал барменом в баре «Радио» в Штутгарте.
В 2009 году он женился на своей подруге, Сисси. У пары две дочери. Он полиглот, говорит на английском, французском, немецком и итальянском языках.
Он называет себя «несовершенным вегетарианцем» и употребляет минимальное количество алкоголя. Он считает себя заядлым читателем, в частности, романов криминальных триллеров и книг об архитектуре и дизайне, а также поклонником тенниса, рок-музыки и хип-хопа.